# Вест Хэм Юнайтед
«Вест Хэм Юна́йтед» (полное название — Футбольный клуб «Вест Хэм Юнайтед», англ. West Ham United Football Club, английское произношение: [west hæm ju:ˈnaɪtɪd 'futbɔ:l klʌb]) — английский профессиональный футбольный клуб из Стратфорда. Выступает в Премьер-лиге — высшем дивизионе в системе футбольных лиг Англии.
Клуб был основан в 1895 году под названием «Темз Айронуоркс», а в 1900 году изменил название на «Вест Хэм Юнайтед».
С 1904 по 2016 годы команда выступала на стадионе «Болейн Граунд» (также известном как «Аптон Парк»). С 2016 года команда выступает на стадионе «Лондон» (до 2016 года известном под названием «Олимпийский стадион»).
«Вест Хэм Юнайтед» выступает в рамках Футбольной лиги Англии с 1919 года. В 1923 году клуб впервые вышел в высший дивизион. Команда трижды выигрывала Кубок Англии (в 1964, 1975 и 1980 годах). В 1965 году клуб выиграл Кубок обладателей кубков. В 1999 году «Вест Хэм Юнайтед» выиграл Кубок Интертото. В 2023 году выиграл Лигу конференций УЕФА.
Прозвище клуба — «молотобойцы» (The Hammers) — является отсылкой к ранней истории клуба — команде «Темз Айронуоркс», которая состояла из работников судостроительного и металлургического завода на Темзе. Это также нашло отражение на клубной эмблеме, где изображена пара скрещённых клепальных молотков.

## История

### XIX век. Ранние годы
Футбольный клуб «Вест Хэм» начал своё существование в 1895 году под другим названием. Тогда команду именовали «Темз Айронуоркс». Молодой клуб стал играть в Лиге Лондона через год после своего создания, и в следующем сезоне выиграл турнир. Затем он вступил во Второй дивизион Южной лиги. «Молотобойцы» праздновали успех в первом своём сезоне в новом турнире. В 1900 году клуб изменил название и стал именоваться West Ham United («Вест Хэм Юнайтед»). Это название команда сохранила и по сей день.

### XX век
В 1923 году команда играла в финале Кубка Англии. «Вест Хэму» с трудом удавалось держаться на плаву в Первом дивизионе, но в 1932 году клуб вылетел во Второй дивизион и находился там довольно долго — четверть века.
В 1950-е годы команда стала прогрессировать. Пришёл новый тренер Тэд Фентон, который способствовал развитию талантливых молодых игроков, что вскоре принесло ощутимый результат — в 1958 году «молотобойцы» вновь вышли в Первый дивизион, выиграв чемпионат Второго дивизиона.
В 1961 году в «Вест Хэме» сменился тренер. На место Тэда Фентона пришёл Рон Гринвуд. Он использовал начинания предыдущего тренера в плане молодых игроков. Вдобавок он приобрёл несколько неплохих футболистов и изменил схему игры. Всё это принесло успех команде Гринвуда — победу в Кубке Англии над «Престон Норт Энд» 3:2. Но ещё в полуфинале «молотобойцам» удалось одержать победу над «Манчестер Юнайтед». На этом команда не остановилась. Вскоре «Вест Хэм» одержал свою первую крупную победу на европейской арене, обыграв в финале Кубка обладателей кубков УЕФА «Мюнхен 1860».
К 1970-м годам ушли несколько ведущих игроков, а также и Гринвуд. Новым тренером стал Джон Лайал. С командой Лайал выиграл Кубок Англии в 1975 году. А в 1976 год у «Вест Хэм» мог повторить свой европейский успех и выиграть Кубок кубков во второй раз, но потерпел неудачу, в финале проиграв бельгийскому «Андерлехту». Дальше положение ухудшилось — команда вылетела во Второй дивизион в 1978 году.
Через три года клуб вернулся, причём в 1980 году «Вест Хэм» в третий раз за свою историю выиграл Кубок Англии, а в 1981 году был близок к выигрышу Кубка Футбольной лиги, но уступил «Ливерпулю». Вскоре команда заняла третье место в Первом дивизионе, что является для неё лучшим результатом и по сей день. В 1989 году «Вест Хэм» опять опустился в более низкий по уровню дивизион, через два года он вернулся, но в 1992 году последовало очередное понижение в классе.
В начале 1990-х годов к Билли Бондсу присоединился Харри Реднапп. Клуб сразу же вернулся в недавно образованную Премьер-лигу. Вскоре Реднапп остался один. При нём команда держалась в Премьер-лиге, а в 1999 году выиграла Кубок Интертото.

### XXI век
В сезоне 2002/03, после неудачного периода, когда клубу удалось одержать первую домашнюю победу лишь спустя 6 месяцев после начала турнира, «Вест Хэм» покинул Премьер-лигу. В следующем сезоне, команда, через игры плей-офф, добралась до финала и могла вернуться в элиту, но проиграла «Кристал Пэлас».
В конце сезона 2004/05 «Вест Хэм» занял 6-е место в Чемпионате Футбольной лиги. После этого снова последовали игры плей-офф, в которых «Вест Хэм» вышел победителем. Сначала, на «Аптон Парк» была ничья 2:2 с «Ипсвич Таун» (который финишировал третьим, опережая «Вест Хэм Юнайтед» на 12 очков), а уже на «Портман Роуд» (домашняя арена «Ипсвич Таун»), «Вест Хэм» выиграл 2:0, таким образом, пройдя в финал плей-офф. В финале «Вест Хэм» встречался с «Прэстон Норт Энд», и выиграл тот матч 1:0, благодаря чему снова вернулся в Премьер-лигу. В сезонах с 2005/06 по 2008/09 команда занимала места в середине таблицы премьер-лиги.
С сезона 2009/10 команда боролась за выживание. В сезоне 2010/11 «Вест Хэм Юнайтед» покинул Премьер-лигу.
В сезоне 2011/12 «Вест Хэм» занял 3 место в Чемпионшипе, что дало ему право на стыковые матчи за попадание в Премьер-лигу. В полуфинале был обыгран, по сумме двух встреч, «Кардифф Сити» со счётом 5:0. В финале «молотобойцы» обыграли «Блэкпул» со счётом 2:1, тем самым обеспечив себе место в Премьер-лиге. В сезоне 2012/13 команда заняла 10 место в Премьер-лиге. В мае 2013 года клуб объявил о приобретении флангового защитника донецкого «Шахтёра» румынского футболиста Рэзвана Раца. В июне того же года был приобретён нападающий сборной Англии Энди Кэрролл, игрок «Ливерпуля», ранее уже отыгравший один сезон за «Вест Хэм».

#### «Вест Хэм» при Биличе
9 июня 2015 года на официальном сайте клуба было объявлено о подписании на пост тренера команды Славена Билича, который в прошлом отыграл один сезон как футболист за «Вест Хэм Юнайтед» и провёл в его составе 48 матчей, в которых отметился 2 мячами. Сразу же по прибытии в команду началась смена «подвижного состава» молотобойцев, были приобретены Анджело Огбонна у Ювентуса, арендован и затем выкуплен Мануэль Лансини у Аль-Джазиры, в последний день трансферного окна клуб пополнил Майкл Антонио из Ноттингем Форест, Виктор Мозес из Сток Сити, однако главным и основополагающим трансфером Билича стал перешедший из Олимпик Марсель Димитри Пайет, именно он стал основным двигателем команды. Сезон 2015/2016 начался с череды побед над командами из верхней половины таблицы: Манчестер Сити, Ливерпуль, Арсенал,Челси. Этот факт, а именно сопротивление большим клубам, стал главной чертой команды того сезона, однако все по-прежнему не видели в «Вест Хэме» фаворита по причине слабых выступлений против команд второго эшелона, вроде Уотфорда, Ньюкасла, Суонси. 10 мая 2016 года команда провела свою последнюю встречу на Болейн Граунд, это была матч против Манчестер Юнайтед, который в ожесточённой борьбе Молотобойцы одолели со счётом 3:2, и окончание сезона могло быть поистине волшебным, если бы не следовавший после этого тура последний матч в сезоне против Сток Сити, выиграв бы который «Вест Хэм» занял 6 строчку и тем самым гарантировав себе попадание в групповой этап Лиги Европы, а по итогу команда уступила «Гончарам» со счётом 1:2 и финишировала в АПЛ на 7 месте. Награду «Молотобоец года» ожидаемо получил Димитри Пайет.
Сезон 2016/17 начался для команды под знаком переезда на новый стадион — Олимпийский стадион в Лондоне, однако, за казалось бы, праздничным событием началась череда неудач: команда на этапе квалификационных матчей вылетела из Лиги Европы, а в первых десяти матчах сезона лишь трижды обыграла соперников, шесть раз им уступила и один раз сыграла вничью. На фоне неудачных результатов во всех турнирах, главная звезда команды — Димитри Пайет в декабре 2016 объявил о своём желании вернуться назад во Францию, уход футболиста сопровождался большим скандалом вплоть до того, что француз заявлял о том, что никогда более не наденет футболку «Вест Хэма» и если его не продадут, то специально травмирует себя. Руководству команды пришлось пойти на уступки и продать Пайета в январе 2017 Олимпик Марселю, сумма трансфера составила 29 млн евро. По итогам сезона команда заняла 11 место в турнирной таблице. Награду «Молотобоец года» получил Майкл Антонио.
Начало сезона 2017/2018 было отвратительным для команды, за период с 13 августа по 6 ноября 2017 года команда 6 раз проиграла, 3 раза сыграла вничью и одержала лишь 2 победы. Этот факт вынудил руководство команды расторгнуть контракт с Биличем.

#### Спасение команды Мойесом
7 ноября 2017 команду возглавил Дэвид Мойес, на его плечи была возложена задача по предотвращению вылета команды в Чемпионшип, куда уже практически все английские СМИ сватали «Вест Хэм». Сначала у Мойеса с командой не задалось: в первых четырёх матчах команда ни разу не победила, однако затем последовала череда событий, которые гарантировали команде сохранение прописки в высшем дивизионе: победа над Челси и следовавшая за ней беспроигрышная серия в 6 матчей, а также в целом стабильное выступление команды на протяжении всего остатка сезона. По окончании сезона команда финишировала на 13 месте, а шотландец покинул занимаемую им должность. Награду «Молотобоец года» получил Марко Арнаутович.

#### Мануэль Пеллегрини и путь к топ-7
22 мая 2018 года на официальном сайте клуба было объявлено о подписании с Пеллегрини контракта на три года. Известный тренер, уже имевший опыт работы в Англии, сразу обозначил свой курс на попадание по окончании сезона в зону еврокубков. Именно поэтому сразу после его подписания следовали громкие трансферы: свободным агентом Джека Уилшира до лета 2021 года, Фелипе Андерсона за рекордную на тот момент для клуба сумму в 38 млн евро, Исса Диопа за 25 млн евро, Лукаса Переса, одного из самых быстрых футболистов АПЛ на тот момент Райана Фредерикса, Андрея Ярмоленко за 23 млн евро, опытного вратаря Лукаша Фабианьски и ещё несколько менее громких трансферов. Однако несмотря на все эти громкие заголовки, «Вест Хэм», привычно для себя, плохо начал сезон — 4 проигрыша в первых 4-х матчах. Затем следовали громкие победы над Эвертоном 3:0, ничейный результат с Челси и победа над Манчестер Юнайтед. В целом команда проводила стабильный для себя сезон, не было большого количества матчей к ряду без побед, а в декабре «Вест Хэм» побеждал в четырёх матчах подряд, что команде и вовсе несвойственно. По окончании сезона клуб занял 10 место, что безусловно для того состава было провалом, так как изначально команда метила на попадание в зону еврокубков. По окончании сезона клуб покинули Энди Кэрролл, который позже подписал контракт с родным для себя Ньюкаслом и вратарь Адриан, ушедший в Ливерпуль, позже он возьмёт с «Мерсисайдцами» Суперкубок УЕФА и выиграет чемпионат Англии сезона 2019/2020. Награду «Молотобоец года» получил первый номер команды Лукаш Фабьянский, на протяжении всего сезона он показывал эталонную игру в воротах, за что был удостоен также попадания в разные символические сборные команд АПЛ вне зоны топ-6.
Сезон 2019/2020 также, как и предыдущий начался с череды громких трансферов: подписание за рекордную сумму для клуба в 40 млн евро нападающего Айнтрахта Себастьян Алле, полузащитника Вильярреала Пабло Форнальса за 27 млн евро, нападающего Базеля Альбиана Айети за 8 млн евро, а также нескольких игроков ротации. Сезон для клуба начался очень хорошо, в первых 7 матчах команда лишь единожды проиграла, три раза выиграла и три раза сыграла вничью, в какой-то момент «Вест Хэм» максимально приблизился к лидерам АПЛ и даже занимал третью строчку в таблице, однако счастье длилось недолго. После ничейного матча с «Борнмутом» 28 сентября 2019 года началась серия без побед, которая продлилась 7 матчей. Этот факт заставил руководителей рассмотреть вариант увольнения с поста главного тренера Мануэля Пеллегрини, что и произошло 28 декабря 2019 года.

#### Возвращение Мойеса
30 декабря в официальном твиттер аккаунте клуба было объявлено о возвращении Дэвида Моейса в клуб. После его прихода в аренду был взят футболист Славии Томаш Соучек и куплен лучший бомбардир Халл Сити Джаррод Боуэн, его контракт рассчитан на 5 лет, а сумма трансфера составила 14 млн евро. В первом же матче после возвращения шотландца команда одолела Борнмут со счётом 4:0, однако затем следовала серия без побед, длившаяся 7 матчей, победа над Саутгемптоном 3:1 и вновь безвыигрышная серия в 3 матча. Перед уходом на паузу, связанною с пандемией коронавируса, клуб находился в зоне вылета и все всерьёз стали обсуждать возможный вылет команды в Чемпионшип, этот факт подогревался и неудачным возвращением команды с «каникул», а именно два проигранных матча, в которых, ко всему прочему, команда также не сумела забить ни одного гола, с Вулверхэмптоном и Тоттенхэмом. Следовавший далее победный матч с Челси положил начало укреплению команды в АПЛ и выходу из зона вылета. В оставшихся 6 матчах сезона команда лишь раз уступила, набрала 9 очков и заняла 16 место, гарантируя тем самым сохранение прописки в высшем дивизионе Англии на следующий год. По окончании сезона награду «Молотобоец года» получил воспитанник клуба Деклан Райс.

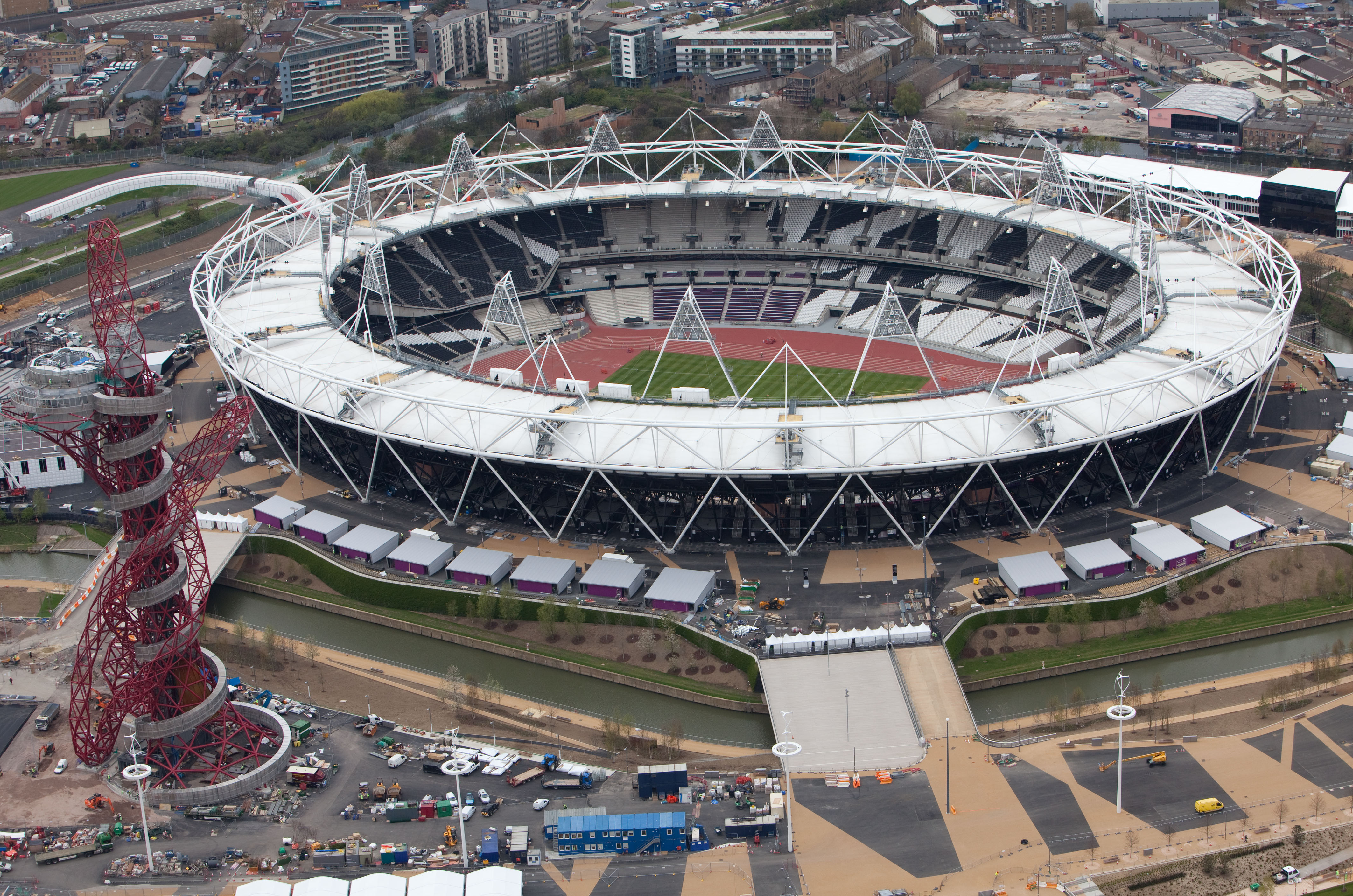
Вид на Олимпийский стадион Лондона за 4 года до того, как он стал домашним для «Вест Хэма»

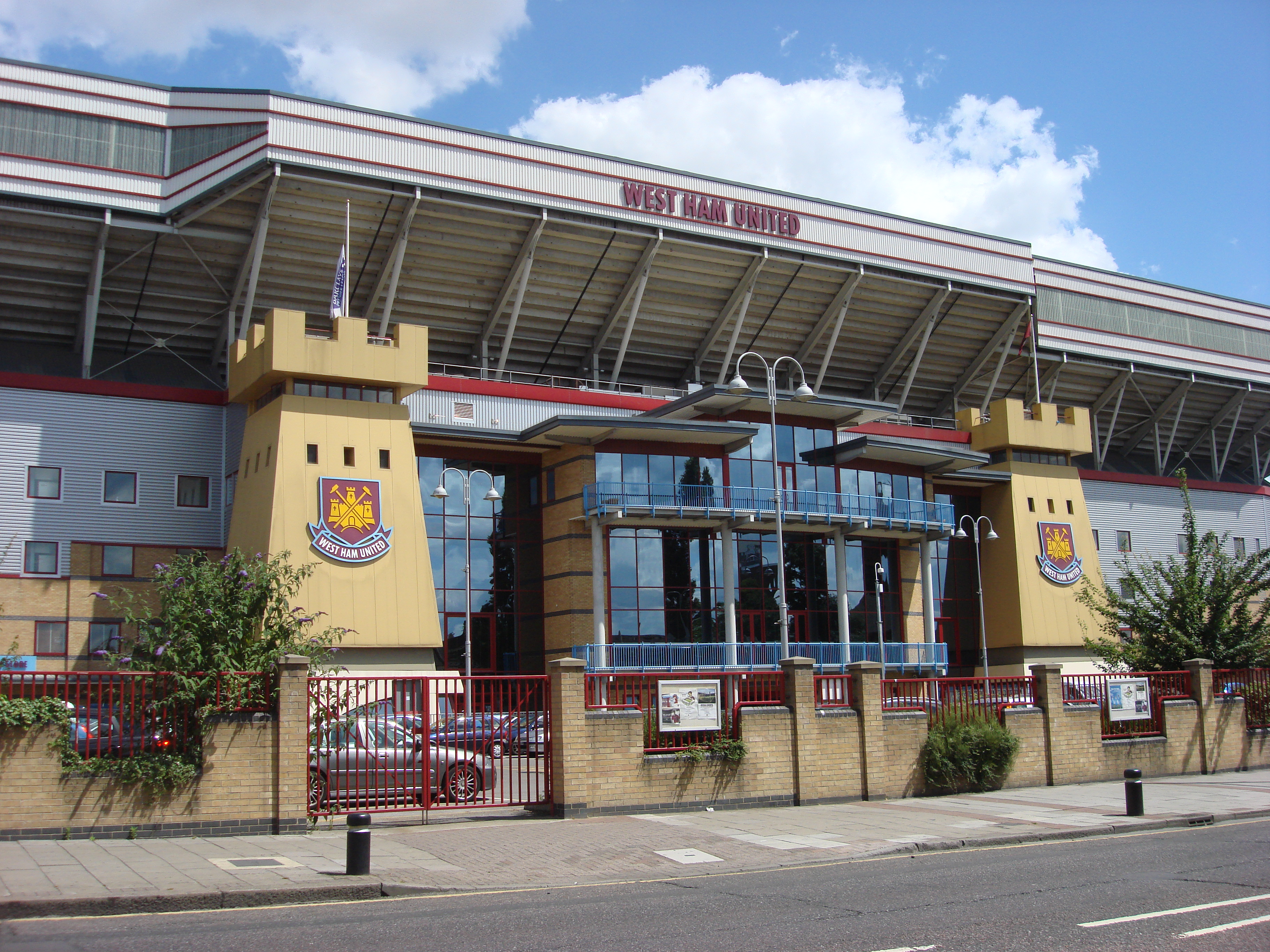
Бывший стадион «Вест Хэма» «Болейн Граунд», вид на трибуну The West Stand с Green Street

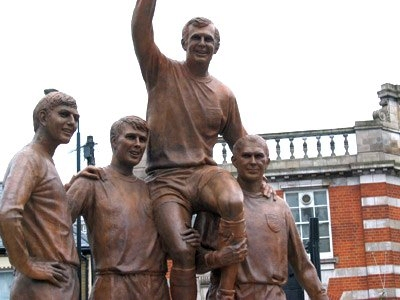
Boleyn Pub — статуя Бобби Мура — капитана сборной Англии

## Стадион
На протяжении 114 лет (с 1904 по 2016) стадионом клуба был «Аптон Парк» (Upton Park, Лондон E13 9AZ) (среди болельщиков «Вест Хэма» много тех, кто всё ещё предпочитает называть стадион не иначе как «Болейн Граунд»). Но в 2013 году мэром Лондона было подписано соглашение, по которому клуб получил 54-тысячный Олимпийский стадион в аренду у Лондона на 99 лет, выплачивая ₤2 млн в год за владение, также получив от государства ₤25 млн на проведение реконструкции.
Перед началом сезона 2016/17 «Вест Хэм» официально переезжает на Олимпийский стадион. После завершения реконструкции Олимпийский стадион наивысшей (4-й) категории УЕФА с 54 тысячами мест станет третьим по вместимости стадионом среди клубов АПЛ. Что касается «Болейн Граунд», который был домашней ареной молотобойцев более 110 лет, то данный стадион продан девелоперской компании «Galliard». На месте стадиона будет возведён жилой комплекс из 15 зданий (более 800 жилых квартир), некоторые из которых по предварительной согласованности будут носить имена известных игроков «Вест Хэма».
Последний официальный матч на «Болейн Граунд» «Вест Хэм» провёл 10 мая 2016 года против «Манчестер Юнайтед». Матч закончился победой «молотобойцев» со счётом 3:2.

## Гимн «Вест Хэм Юнайтед»
«I’m Forever Blowing Bubbles»
Многие клубы имеют свои традиционные песни, которые, с годами, становятся их неофициальными гимнами. Для «Вест Хэм Юнайтед» это «I’m Forever Blowing Bubbles» — старая эстрадная песня, впервые появившаяся в 1918 году и опубликованная годом позже. Автор музыки — Джон Келетт (John Kellette). Слова приписывают «Джан Кенбровин» («Jaan Kenbrovin»), которые, вообще-то являются коллективом, которому был дан такой псевдоним в честь собственных имён его участников.
Сейчас, через много лет, «I’m Forever Blowing Bubbles» ассоциируется только с «Вест Хэмом» и исполняется болельщиками на трибунах перед каждой игрой. В 1975 году эта песня была записана футболистами состава, который тогда стал обладателем Кубка Англии.

## Символика

Нынешняя эмблема «Вест Хэм Юнайтед»

### Эмблема
На заре своей истории эмблема «Вест Хэма» представляла собой скрещенную пару клепальных молотков, которые используются в кораблестроении. Замок (крепость, башня) был добавлен на эмблему в 1900 году, и олицетворял хорошо известное местное строение. Грин Стрит Хаус (Green Street House) был известен как «Замок Болейн» («Boleyn Castle»), и называние которого ассоциировалось с именем Анны Болейн, которая якобы владела замком. Однако есть ещё одна версия, почему на эмблеме был расположен замок. Это могло быть следствием того, что некоторое время за «Вест Хэм» выступали игроки клуба «Олд Кастл Свифтс». Вплоть до 2016 года на эмблеме «Вест Хэма» был изображён «Замок Болейн» в виде традиционного замка с башнями, а на переднем плане замка находились скрещенные молотки.
Новая эмблема клуба была утверждена болельщиками в июле 2014 года и была введена после переезда «Вест Хэма» на Лондонский Олимпийский стадион. С эмблемы был убран «Замок Болейн», так как клуб больше не будет играть на родном «Болейн Граунд». Снизу на эмблеме написано слово «Лондон», чтобы «твёрдо определить клуб на международной арене».

### Цвета клуба
Традиционно основными цветами клуба являются бордовый (англ. claret, на самом деле переводится как «багряный» или «пурпурно-красный») и небесно-голубой, которые были цветами домашней формы клуба-прародителя современного «Вест Хэма» — «Thames Ironworks». Есть также предположения, что в качестве прообраза для основных цветов «Вест Хэма» была взята форма «Астон Виллы».
В то время как дизайн домашней формы всегда сохранял пурпурно-красный цвет с голубыми рукавами, выездной вариант менялся в течение нескольких лет. В основном на форме присутствовали белый и небесно-голубой, но также присутствовали и другие цвета. В последние годы клуб периодически меняет выездной дизайн формы, используя голубой, белый и тёмно-синий цвета. Фактически из года в год выездная форма приобретает иной вид на сезон. Так, в сезоне 2006/2007 «Вест Хэм» выступал на выездных матчах в тёмно-синей форме.

### Форма

#### Домашняя
| 2007/08 | 2008/09 | 2009/10 | 2010/11 | 2011/12 | 2012/13 | 2013/14 | 2014/15 | 2015/16 | 2016/17 | 2017/18 |
| 2018/19 | 2019/20 | 2020/21 | 2021/22 | 2022/23 | 2023/24 |         |         |         |         |         |

#### Гостевая
| 2007/08 | 2008/09 | 2009/10 | 2010/11 | 2011/12 | 2012/13 | 2013/14 | 2014/15 | 2015/16 | 2016/17 | 2017/18 |
| 2018/19 | 2019/20 | 2020/21 | 2021/22 | 2022/23 | 2023/24 |         |         |         |         |         |

#### Резервная
| 2013/14 | 2014/15 | 2015/16 | 2016/17 | 2017/18 | 2018/19 | 2019/20 | 2020/21 | 2021/22 | 2022/23 | 2023/24 |

Источники:,

### Спонсоры
| Годы       | Титульные спонсоры |
| 1983—1989  | AVCO Trust         |
| 1989—1993  | BAC Windows        |
| 1993—1997  | Dagenham Motors    |
| 1998—2003  | Dr. Martens        |
| 2003—2007  | Jobserve           |
| 2007—2009  | XL                 |
| 2010—2013  | SBOBET             |
| 2014—2015  | Alpari FX          |
| 2015—н. в. | Betway             |

## Болельщики
Когда-то в East End существовало неписаное правило для пришельцев — им категорически не разрешались две вещи — торговать и посещать местные пабы. Прошли годы и подобные правила забылись (главным образом из-за большой миграции населения), но до сих пор одна традиция остаётся незыблемой, как скала — никто без корней в Ист Энде не может поддерживать футбольный клуб «West Ham». Нет сомнений, что фанаты «West Ham» удивительно преданны своему клубу, и эта преданность иногда заходит очень далеко.
Клуб West Ham United являлся неотъемлемой частью культуры East End в начале века. Эта команда очень быстро завоевала любовь местного населения, ведь большинство игроков были коренными жителями. Во время Второй мировой войны в результате бомбёжки не только доки, но и большинство улиц и жилых домов английской столицы были серьёзно повреждены. В итоге целые районы были вынуждены переселяться на восток ближе к Grays, Romford и Tilbury, но несмотря ни на что, главной традицией переселенцев оставалась верность старому Ист Энду. Для многих единственным связующим звеном с прошлым остался футбольный клуб West Ham United.
В 1950-х годах реконструкция Лондона, вынудила ещё часть горожан покинуть город и переселиться в New Towns к востоку от столицы. И так как эти люди были оторваны от своих корней, то они обратили всё своё внимание на «West Ham», и верность своему клубу передавалась от поколения поколению, в отличие от остальных лондонских клубов, и если твой отец болел за «Irons», им будешь верен и ты, и твои дети.

### Хулиганство
Истоки связей «Вест Хэма» с хулиганством, связанным с футболом, начинаются в 1960-х годах с созданием банды Mile End Mob (названной в честь района лондонского Ист-Энда). В течение 1970-х и 1980-х годов «Вест Хэм» приобрёл ещё большую известность из-за уровня хулиганства среди своих фанатов и враждебного поведения как по отношению к своим фанатам, так и по отношению к соперникам, а также к полиции. В частности, в 1970-е годы соперничающие группы болельщиков «Вест Хэма» из соседних районов часто сражались друг с другом на играх, чаще всего это были группы из соседних районов Баркинг и Дагенхэм.
Inter City Firm была одной из первых «кэжуалов», названных так потому, что они избегали полицейского надзора, не нося футбольную одежду и ездили на выездные матчи на обычных поездах InterCity, а не на дешёвых и более тщательно охраняемых «футбольных специальных поездах». Группа была печально известной бандой, связанной с «Вест Хэмом». Поскольку прозвище фирмы «Inter City» предполагает, что насильственные действия не ограничивались местными дерби — хулиганы были довольны тем, что создавали проблемы на любой игре, хотя основной удар часто приходился на соседние команды.
Именно представители Inter City Firm после очередных драк оставляли карточки — «визитки», приблизительный текст которой в переводе на русский означал «Поздравляем! Вы имели дело с Inter City Firm». Именно такая визитка была оставлена на трупе убитого болельщика «Арсенала» в 1982 году.

## Текущий состав

### Основной состав
| 1  | Польша   | Вр  | Лукаш Фабьяньский                     | 1985 |  |  |  |  |  |
| 21 | Англия   | Вр  | Уэс Фодерингем                        | 1991 |  |  |  |  |  |
| 23 | Франция  | Вр  | Альфонс Ареола                        | 1993 |  |  |  |  |  |
|    |          |     |                                       |      |  |  |  |  |  |
| 3  | Англия   | Защ | Аарон Крессуэлл                       | 1989 |  |  |  |  |  |
| 5  | Чехия    | Защ | Владимир Цоуфал                       | 1992 |  |  |  |  |  |
| 15 | Греция   | Защ | Константинос Мавропанос               | 1997 |  |  |  |  |  |
| 25 | Франция  | Защ | Жан-Клер Тодибо (в аренде из «Ниццы») | 1999 |  |  |  |  |  |
| 26 | Англия   | Защ | Макс Килман                           | 1997 |  |  |  |  |  |
| 29 | Англия   | Защ | Эрон Уан-Биссака                      | 1997 |  |  |  |  |  |
| 33 | Италия   | Защ | Эмерсон Палмьери                      | 1994 |  |  |  |  |  |
|    |          |     |                                       |      |  |  |  |  |  |
| 4  | Испания  | ПЗ  | Карлос Солер                          | 1994 |  |  |  |  |  |
| 10 | Бразилия | ПЗ  | Лукас Пакета                          | 1997 |  |  |  |  |  |

| 14 | Гана       | ПЗ  | Мохаммед Кудус          | 2002 |  |  |  |  |  |
| 19 | Мексика    | ПЗ  | Эдсон Альварес          | 1997 |  |  |  |  |  |
| 24 | Аргентина  | ПЗ  | Гидо Родригес           | 1994 |  |  |  |  |  |
| 28 | Чехия      | ПЗ  | Томаш Соучек            | 1995 |  |  |  |  |  |
| 39 | Шотландия  | ПЗ  | Энди Ирвинг             | 2000 |  |  |  |  |  |
|    |            |     |                         |      |  |  |  |  |  |
| 7  | Нидерланды | Нап | Крисенсио Саммервилл    | 2001 |  |  |  |  |  |
| 9  | Англия     | Нап | Каллум Уилсон           | 1992 |  |  |  |  |  |
| 11 | Германия   | Нап | Никлас Фюллькруг        | 1993 |  |  |  |  |  |
| 17 | Бразилия   | Нап | Луис Гильерме           | 2006 |  |  |  |  |  |
| 18 | Англия     | Нап | Дэнни Ингз              | 1992 |  |  |  |  |  |
| 20 | Англия     | Нап | Джаррод Боуэн (капитан) | 1996 |  |  |  |  |  |

### Игроки в аренде
| \| № \| \| Поз. \| Имя \| Год рождения \| \| -- \| \| ---- \| ---------------------------------------------------------------- \| ------------ \| \| 4 \| \| Защ \| Курт Зума (в «Аль-Орубу» до конца сезона 2024/25) \| 1994 \| \| 8 \| \| ПЗ \| Джеймс Уорд-Проуз (в «Ноттингем Форест» до конца сезона 2024/25) \| 1994 \| \| 22 \| \| Нап \| Максвел Корне (в «Саутгемптон» до конца сезона 2024/25) \| 1996 \| \| 27 \| \| Защ \| Найеф Агерд (в «Реал Сосьедад» до конца сезона 2024/25) \| 1996 \| \| \| \| Защ \| Мохамаду Канте (в «Париж» до конца сезона 2024/25) \| 2005 \| |             |      |                                                                  |              |
| № |             | Поз. | Имя                                                              | Год рождения |
| 4 | Франция     | Защ  | Курт Зума (в «Аль-Орубу» до конца сезона 2024/25)                | 1994         |
| 8 | Англия      | ПЗ   | Джеймс Уорд-Проуз (в «Ноттингем Форест» до конца сезона 2024/25) | 1994         |
| 22 | Кот-д’Ивуар | Нап  | Максвел Корне (в «Саутгемптон» до конца сезона 2024/25)          | 1996         |
| 27 | Марокко     | Защ  | Найеф Агерд (в «Реал Сосьедад» до конца сезона 2024/25)          | 1996         |
| | Франция     | Защ  | Мохамаду Канте (в «Париж» до конца сезона 2024/25)               | 2005         |

#### Закреплённые номера
Основная статья: Закреплённые номера в футболе
- № 6 Бобби Мур (1958—1974)
- № 38 Дилан Томбайдс (2010—2014)

## Тренерский штаб
| Имя            | Должность                  |
| -------------- | -------------------------- |
| Дэвид Мойес    | Главный тренер             |
| Билли Маккинли | Ассистент главного тренера |
| Кевин Нолан    | Тренер первой команды      |
| Пол Невин      | Тренер первой команды      |
| Марк Уорбертон | Тренер первой команды      |
| Хави Валеро    | Тренер вратарей            |

## Руководство
| Должность                   | Имя                           |
| --------------------------- | ----------------------------- |
| Сопредседатель              | Дэвид Салливан                |
| Сопредседатель              | Дэвид Голд                    |
| Вице-председатель           | Карен Брейди CBE              |
| Главный финансовый директор | Энди Моллет                   |
| Независимый директор        | Дэниел Харрис                 |
| Независимый директор        | Альберт Смит                  |
| Исполнительный директор     | Тарра Уоррен                  |
| Главный клубный секретарь   | Эндрю Пинчер                  |
| Клубный адвокат             | Генри Брандман                |
| Директор по кадрам          | Мишель Галл                   |
| Операционный директор       | Филиппа Картрайт              |
| Коммерческий директор       | Натан Томпсон                 |
| Почётный президент клуба    | Терри Браун (бывший владелец) |

### Руководство клуба
В январе 2010 года Дэвид Салливан и Дэвид Голд приобрели 50 % акций «Вест Хэм Юнайтед». В конце мая 2010 года Салливан и Голд приобрели ещё 10 % акций клуба, доведя свой контрольный пакет до 60 %. После этого они объявили, что может быть начата продажа акций для болельщиков «молотобойцев». 9 августа 2010 года Салливан и Голд увеличили количество своих акций до 30,6 % каждый с учётом миноритарных акционеров. Таким образом, в собственности Icelandic Straumur Investment Bank осталось только 35 % клуба.
2 июля 2013 года Салливан приобрёл ещё 25 % акций после реструктуризации долга клуба, оставив Straumur Bank всего 10 %. Чтобы освободить клуб от долгов перед переездом на Олимпийский стадион в 2016 году, в декабре 2014 года Салливан объявил о доступности для продажи 20 % акций клуба. Освобождение от клубных долгов было обязательным условием для перехода «Вест Хэма» на Олимпийский стадион.

## Достижения

### Национальные
- Кубок Англии
  - Обладатель (3): 1963/64, 1974/75, 1979/80
  - Финалист (2): 1922/23, 2005/06

- Кубок Английской футбольной лиги
  - Финалист (2): 1965/66, 1980/81

- Суперкубок Англии
  - Обладатель: 1964 (разделённая победа)

- Военный кубок Футбольной лиги
  - Обладатель: 1939/40

### Международные
- Кубок обладателей кубков УЕФА
  - Обладатель: 1965
  - Финалист: 1976

- Лига конференций УЕФА
  - Победитель: 2022/23

- Кубок Интертото
  - Обладатель: 1999

## Статистика и рекорды «Вест Хэм Юнайтед»

### Посещаемость матчей
- Рекордная посещаемость: 97974 зрителей, матч против «Мюнхен 1860», Кубок обладателей кубков УЕФА, 19 мая 1965 года.
- Наименьшее количество зрителей было зафиксировано в матче Второго дивизиона Футбольной лиги против «Донкастер Роверс», 4373 зрителя, 24 февраля 1955 года.

### Трансферные рекорды
| №  | Игрок             | Сезон     | Прежний клуб | Сумма трансфера |
| -- | ----------------- | --------- | ------------ | --------------- |
| 1  | Себастьен Алле    | 2019/2020 | Айнтрахт     | 50 млн €        |
| 2  | Лукас Пакета      | 2022/2023 | Олимпик Лион | 42,95 млн €     |
| 3  | Фелипе Андерсон   | 2018/2019 | Лацио        | 38 млн €        |
| 4  | Джанлука Скамакка | 2022/2023 | Сассуоло     | 36 млн €        |
| 5  | Курт Зума         | 2021/2022 | Челси        | 35 млн €        |
| 6  | Найеф Агерд       | 2022/2023 | Ренн         | 35 млн €        |
| 7  | Никола Влашич     | 2021/2022 | ЦСКА         | 30 млн €        |
| 8  | Пабло Форнальс    | 2019/2020 | Вильярреал   | 28 млн €        |
| 9  | Исса Дьоп         | 2018/2019 | Тулуза       | 25 млн €        |
| 10 | Андре Айю         | 2016/2017 | Суонси Сити  | 24,1 млн €      |

### Рекордсмены по количеству игр в Премьер-лиге
|    | Игрок             | Период     | Матчи |
| -- | ----------------- | ---------- | ----- |
| 1  | Марк Нобл         | 2004—2022  | 414   |
| 2  | Аарон Крессуэлл   | 2014—н. в. | 310   |
| 3  | Майкл Антонио     | 2015—н. в. | 268   |
| 4  | Карлтон Коул      | 2006—2015  | 216   |
| 5  | Деклан Райс       | 2017—2023  | 204   |
| 6  | Стив Поттс        | 1985—2002  | 202   |
| 7  | Анджело Огбонна   | 2015—2024  | 201   |
| 8  | Лукаш Фабьяньский | 2018—н. в. | 194   |
| 9  | Томаш Соучек      | 2020—н. в. | 192   |
| 10 | Джаррод Боуэн     | 2020—н. в. | 191   |

### Рекордсмены по количеству голов в Премьер-лиге
|    | Игрок           | Период     | Голы |
| -- | --------------- | ---------- | ---- |
| 1  | Майкл Антонио   | 2015—н. в. | 68   |
| 2  | Джаррод Боуэн   | 2020—н. в. | 54   |
| 3  | Паоло Ди Канио  | 1999—2003  | 47   |
| =  | Марк Нобл       | 2004—2022  | 47   |
| 4  | Карлтон Коул    | 2006—2015  | 40   |
| 5  | Тревор Синклер  | 1998—2003  | 37   |
| 6  | Томаш Соучек    | 2020—н. в. | 36   |
| 7  | Энди Кэрролл    | 2013—2019  | 33   |
| 8  | Фредерик Кануте | 2000—2003  | 29   |
| 9  | Мануэль Лансини | 2015—2023  | 27   |
| 10 | Джон Хартсон    | 1997—1999  | 24   |
| =  | Фрэнк Лэмпард   | 1995—2001  | 24   |

## Главные тренеры
- 1901—1932  Сид Кинг
- 1932—1950  Чарли Пейнтер
- 1950—1961  Тед Фентон
- 1961—1974  Рон Гринвуд
- 1974—1989  Джон Лайалл
- 1989—1990  Лу Макари
- 1990—1994  Билли Бондс
- 1994—2001  Гарри Реднапп
- 2001—2003  Гленн Редер
- 2003—2003  Тревор Брукинг
- 2003—2006  Алан Пардью
- 2006—2008  Алан Кербишли
- 2008—2010  Джанфранко Дзола
- 2010—2011  Аврам Грант
- 2011—2015  Сэм Эллардайс
- 2015—2017  Славен Билич
- 2017—2018  Дэвид Мойес
- 2018—2019  Мануэль Пеллегрини
- 2019—2024  Дэвид Мойес
- 2024—2025  Юлен Лопетеги
- 2025 — н. в.  Грэм Поттер

## Капитаны клуба «Вест Хэм Юнайтед»
| Период     | Имя                    | Примечание                                                                                             |
| ---------- | ---------------------- | --- |
| 1895—1897  | Роберт «Боб» Стивенсон | |
| 1897—1899  | Уолтер Трентер         | |
| 1899       | Гарри Брэдшоу          | Брэдшоу умер в Рождественский день из-за случайного удара в голову в матче против «Миллуолла».         |
| 1899—1901  | Чарли Дав              | |
| 1901—1903  | неизвестно             | |
| 1903—1904  | Эрнест «Эрни» Уоттс    | |
| 1904—1907  | Дэвид «Дэйв» Гарднер   | |
| 1907—1911  | Фрэнк Пирси            | |
| 1911—1914  | Томми Рэндэлл          | |
| 1914—1915  | Ричард «Дик» Лиф       | |
| 1915—1922  | Уильям Коуп            | Также был капитаном во время Первой мировой войны.                                                     |
| 1922—1925  | Джордж Кей             | |
| 1925—1926  | Билли Мур              | |
| 1926—1928  | Джек Хебден            | |
| 1928—1932  | Стэнли «Стэн» Эрл      | |
| 1932—1937  | Джеймс «Джим» Барретт  | |
| 1937—1946  | Чарльз «Чарли» Бикнелл | Оставался капитаном на протяжении Второй мировой войны.                                                |
| 1946—1951  | Ричард «Дик» Уокер     | После завершения карьеры помогал чистить бутсы молодых игроков.                                        |
| 1951—1957  | Малкольм Эллисон       | В 1957 году тяжело заболел туберкулёзом, что привело к преждевременному завершению спортивной карьеры. |
| 1957—1960  | Ноэл Кантуэлл          | Первый капитан не из Великобритании.                                                                   |
| 1960—1962  | Фил Вуснам             | |
| 1962—1974  | Бобби Мур              | |
| 1974—1984  | Уильям «Билли» Бондс   | |
| 1984—1990  | Элвин Мартин           | |
| 1990—1992  | Иан Бишоп              | |
| 1992—1993  | Джулиан Дикс           | |
| 1993—1996  | Стивен «Стив» Поттс    | |
| 1996—1997  | Джулиан Дикс           | |
| 1997—2001  | Стивен «Стив» Ломас    | |
| 2001—2003  | Паоло Ди Канио         | Первый капитан не с Британских островов.                                                               |
| 2003       | Джо Коул               | |
| 2003—2005  | Кристиан Дейлли        | |
| 2005—2007  | Найджел Рео-Кокер      | |
| 2007—2009  | Лукас Нил              | Первый капитан из-за пределов Европы.                                                                  |
| 2009—2011  | Мэттью Апсон           | |
| 2011—2015  | Кевин Нолан            | |
| 2015—2022  | Марк Нобл              | Выпускник академии «Вест Хэм Юнайтед».                                                                 |
| 2022—2023  | Деклан Райс            | |
| 2023—н. в. | Курт Зума              | |

## В кинематографе
- Касс
- Фирма (1989)
- Фирма (2009)
- Хулиганы (2005)
- Восхождение пехотинца
- Тед Лассо
- Финальный счёт (2018)[англ.]